# Sarah Morgan Bryan Piatt
Sarah Morgan Bryan Piatt, née le 11 août 1836 dans une plantation proche de Lexington dans le comté de Fayette dans l'État du Kentucky et morte le 22 décembre 1919 à Caldwell dans l'État du New Jersey est une poète américaine qui a publié 160 poèmes, dans divers journaux, généralement sous le nom de plume de Sally M. Bryan, avant qu'ils soient publiés dans des recueils de poèmes.

## Biographie

### Jeunesse et formation
Sarah Morgan Bryan Piatt, née Sarah Morgan Bryan est l'aînée des deux filles de Talbot Nelson Bryan et de Mary Spiers Bryan, riches propriétaires terriens et d'esclaves. Les familles de ses parents sont issus des premiers colons implantés dans le Kentucky après leur arrivée dans la Caroline du Nord dans les années 1770. Par la famille de son père, elle est l'arrière petite nièce de Daniel Boone et par sa mère, elle est rattachée à la Famille Stockton du New Jersey,,,.

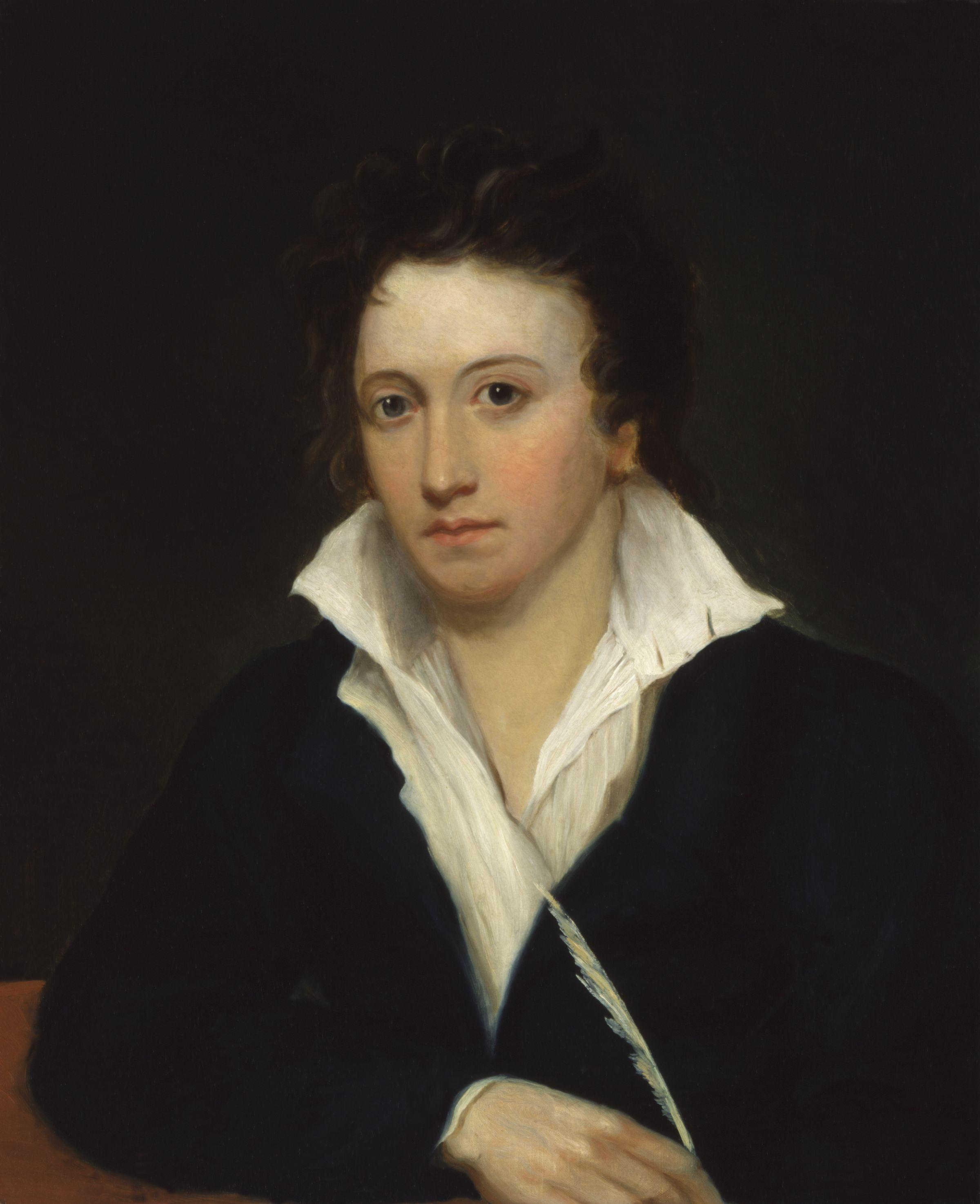
Portrait de Percy Bysshe Shelley par le peintre Alfred Clint.

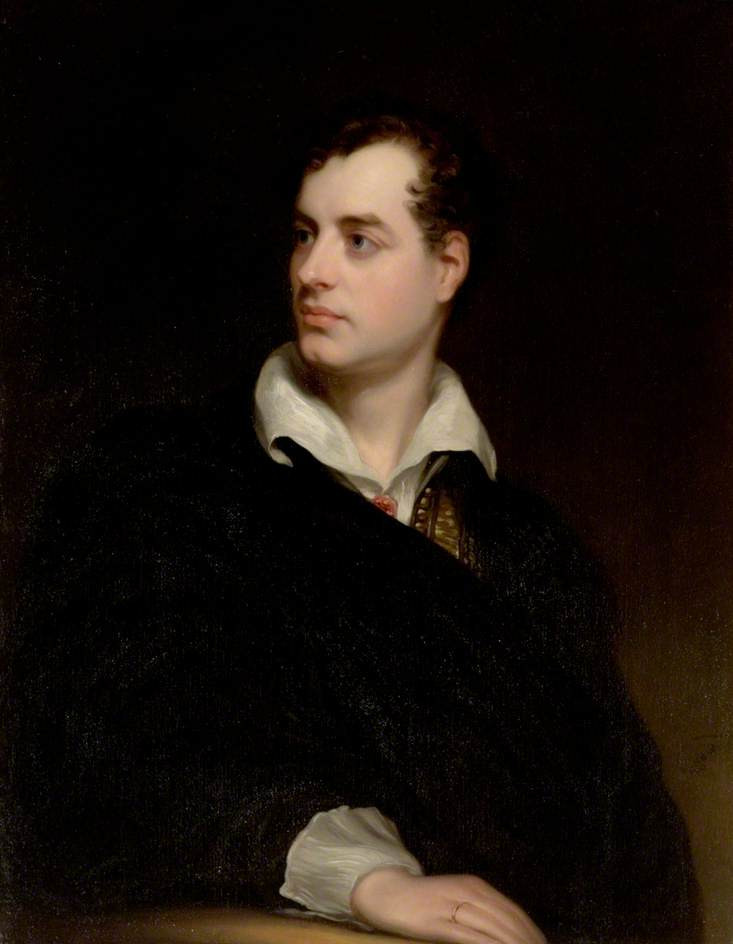
Portrait de Lord Byron par le peintre Thomas Phillips.

Quand Sarah Morgan Bryan est âgée de 3 ans, ses parents quittent le comté de Fayette pour s’installer à Versailles dans le Comté de Woodford (Kentucky). Après la mort de sa mère, Mary Spiers Bryan, en 1844, Sarah Morgan Bryan vit chez sa grand mère maternelle toujours à Versailles. Puis quand son père, Talbot Nelson Bryan, se remarie, il envoie ses deux filles vivre chez sa sœur Annie Boone à New Castle dans le comté de Henry (Kentucky). Durant ces déplacements multiples, Sarah Morgan Bryan développe des liens profonds avec sa nourrice, une esclave afro-américaine âgée, à qui elle rendra hommage dans un poème de 1872 « The Black Princess »,,.
Sarah Morgan Bryan, fait ses études au collège universitaire pour femmes du comté de Henry. Depuis son enfance, elle développe une passion pour la lecture, et jeune femme elle a une connaissance approfondie de la littérature grecque, des grands maîtres de la littérature anglaise  comme Shakespeare et les poètes Samuel Taylor Coleridge, Lord Byron, Percy Bisshe Shelley,.

### Carrière

#### La période d'avant la Guerre de Sécession

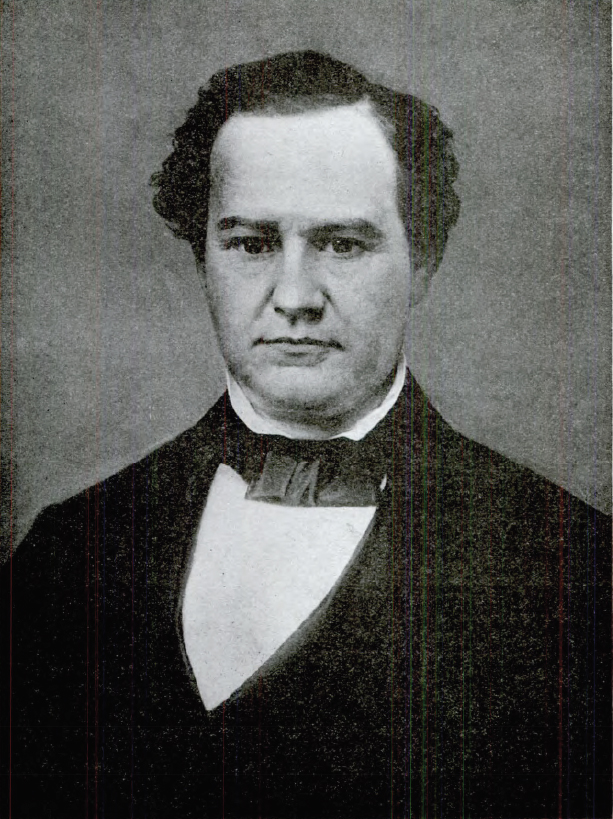
George D. Prentice.

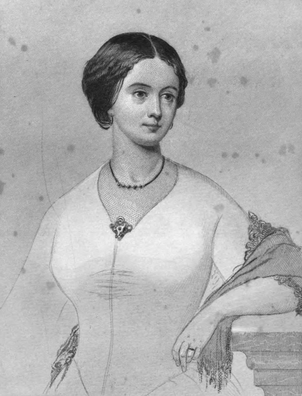
Amelia B. Coppuck Welby.

La carrière de Sarah Morgan Bryan commence en 1854, de façon inopinée. Alors qu'elle rédige ses premiers poèmes de jeunesse, un de ses cousins, montre l'une de ses poésies à un éditeur texan, qui la publie, à son insu, dans un numéro du Galveston News. Ce numéro est lu par George D. Prentice (en), le rédacteur en chef du Louisville Daily Journal, il s'attarde sur ce poème et en conclut que cette jeune auteure deviendra la plus grande poète américaine qu'elle pourra succéder à Amelia B. Coppuck Welby, trop tôt disparue. George D. Prentice contacte Sarah Morgan Bryan et usant de son influence, il lance sa carrière en faisant publier plus de 50 de ses poèmes, entre 1857 et 1861, dans le Louisville Daily Journal et dans le New York Ledger (en). D'autres revues littéraires à diffusion nationale comme The Atlantic, le Harper's Magazine et le mensuel pour la jeunesse le St. Nicholas Magazine (en) vont publier les poésies de Sarah Morgan Bryan. En 1860, elle est reconnue comme un poète populaire dans le Kentuky, mais aussi dans le Sud et dans les États-Unis,,,.

#### La guerre de Sécession
En 2 juin 1861, Sarah Morgan Bryan épouse le poète John James Piatt (en) dont elle a fait la connaissance à New Castle dans les locaux du Louisville Daily Journal, ce poète a édité un recueil de poèmes Poems of Two Friends avec son ami d'enfance William Dean Howells. Après leur mariage, le couple Piatt s'installe dans le quartier de Washington (district de Columbia), Georgetown, parce que John James Piatt est nommé au département du Trésor grâce au secrétaire au Trésor Salmon P. Chase. Ils y resteront jusqu'en 1868,,.
Durant cette période, Sarah Morgan Bryan Piatt et John James Piatt, co-rédigent un recueil de poèmes The Nests at Washington, and Other Poems, publié en 1864 ; dans ce recueil, son poème Hearing the Battle, qu'elle a écrit le 21 juillet 1861, fait référence à la première bataille de Bull Run, le poème présente un couple dont la vie est perturbée, comme tant d'autres, par les échos de la férocité des combats et imagine les corps des morts au combat ainsi que ceux qui pleureraient bientôt leurs proches perdus, puis dans un changement soudain, la femme demande à son amant de partir lui aussi au combat. Cette participation à ce recueil de poésie est la seule activité littéraire de Sarah Morgan Bryan Piatt, qui se consacre à ses devoirs de mère et d'épouse,.
Cette période de la guerre de Sécession et son cortège morts, dont des enfants, marque profondément Sarah Morgan Bryan Piatt par ses horreurs et les désillusions sur la vie et trouveront des échos dans ses poésies ultérieures,.

#### La période post guerre (1868-1882)

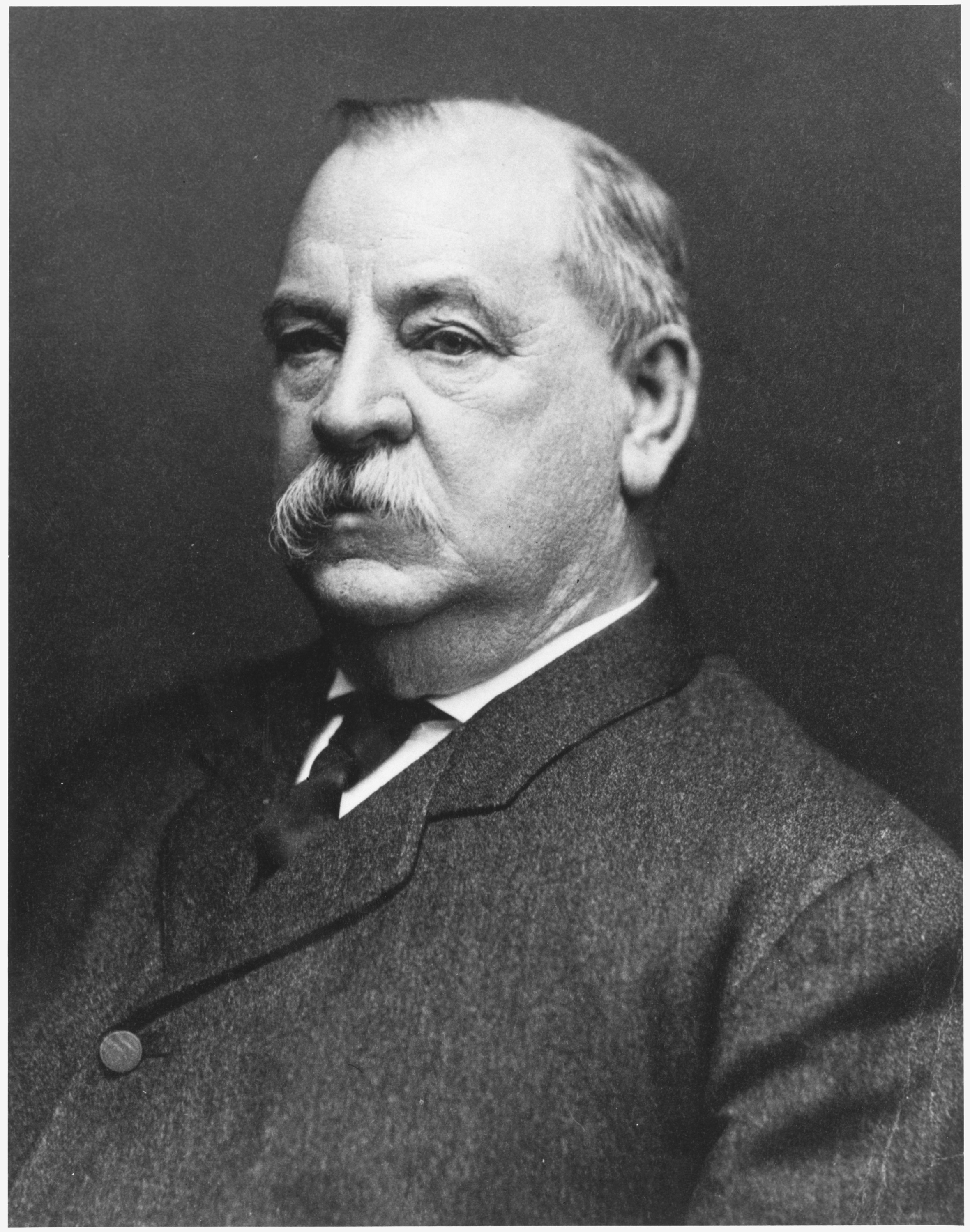
Grover Cleveland.

En 1868, le couple Piatt quitte Washington (district de Columbia) pour North Bend, un village dans l'État de l'Ohio où ils font construire une résidence qui donne sur la rivière Ohio. Puis John James Piatt retourne de nouveau à Washington (district of Columbia) en 1870, car il vient d'être embauché comme bibliothécaire de la Chambre des représentants des États-Unis. Sarah Morgan Bryan Piatt et leurs enfants le rejoignent chaque hiver, jusqu'à la fin de sa fonction en 1877, où toute la famille vit dans leur résidence de North Bend,.
Durant cette période, Sarah Morgan Bryan Piatt reprend son activité littéraire en composant plusieurs poèmes par semaine qui sont publiés par The Atlantic, le Harper's Magazine, le Overland Monthly, le Scribner's Magazine, The Century Magazine. Ses deux premiers recueils de poèmes sont édités A Woman's Poems en 1871 et A Voyage to the Fortunate Isles and Other Poems en 1874,.
Pendant ce temps, John James Piatt travaille à la poste de Cincinnati, jusqu'au moment où le président des États-Unis, Grover Cleveland, le nomme consul à Cork en avril 1882 pour un traitement de 2 000 $ annuels.

#### La période irlandaise (1882-1894)
En juin 1882, la famille Piatt quitte le village de North Bend pour s'embarquer vers l'Irlande. Une fois arrivé, ils s'installent dans un premier temps à Monkstown (Dublin) puis à Queenstown (connu maintenant sous le nom de Cobh) à proximité de Cork. John James Piatt tient sa charge de consul à Cork jusqu'en 1893, pendant cette période il occupera brièvement la charge de consul à Dublin,,.

##### Une Irlande sous tension

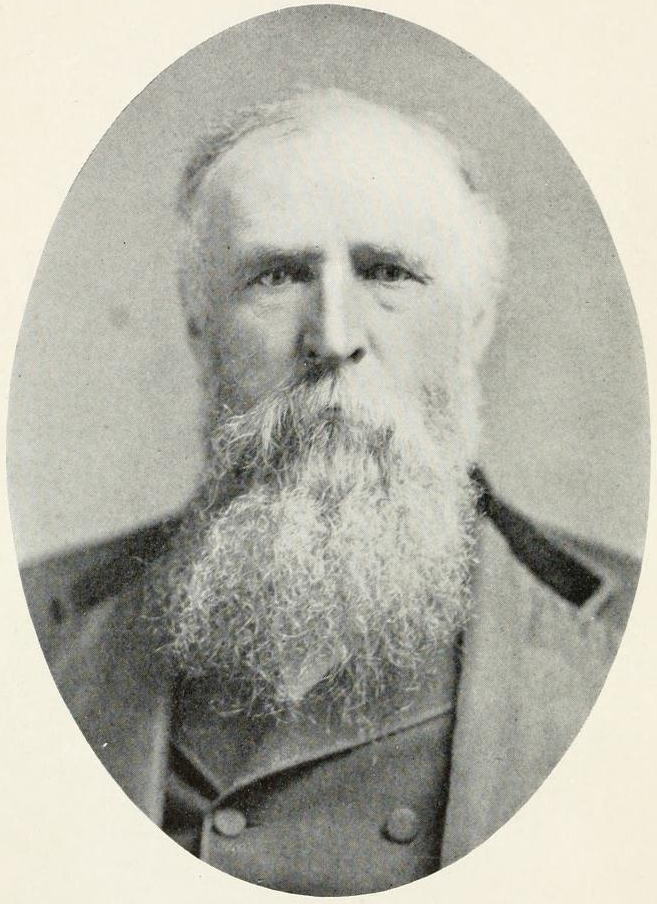
Edwin Atkins Merritt.

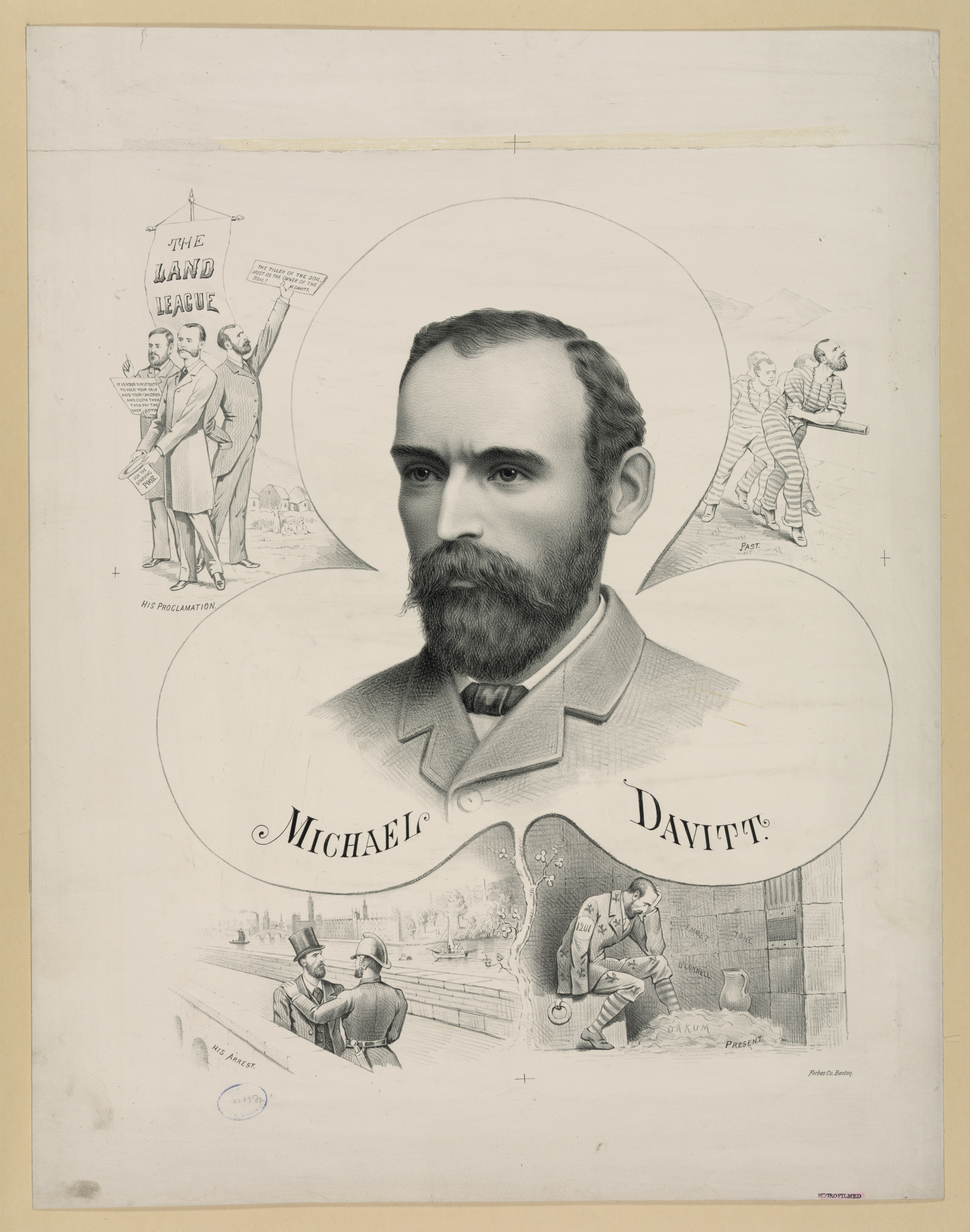
Michael Davitt.

Leur arrivée en Irlande correspond à un moment de tensions avec entre nationalistes irlandais et loyalistes pro-britanniques. L'indépendantiste irlandais Michael Davitt a créé en août 1879 la Ligue irlandaise de la terre, qui est intégrée en octobre de la même année à la Ligue nationale irlandaise de la terre (en). Quand le couple Piatt arrive à Cork, James Piatt fait un rapport dans lequel il note un apaisement entre nationalistes agrariens et loyalistes. Cela dit, Edwin Atkins Merritt (en), le consul général des États-Unis à Londres, alerte James Piatt sur la pauvreté grandissante des Irlandais et lui demande de lui envoyer des rapports sur la situation réelle et quels sont les impacts probables sur la migration des Irlandais vers les  États-Unis, James Piatt est directement concerné car le port maritime de Queenstown est le point de départ des Irlandais vers les États-Unis. Les rapports sur la spécificité des migrants est d'autant importante depuis la Loi d'exclusion des Chinois de 1882 qui vise une maîtrise des flux migratoire. James Piatt enverra périodiquement des rapports à la commission du Congrès des États-Unis chargée de mener des enquêtes sur la migration.
Lorsqu'en 1885, le nationaliste irlandais Charles Stewart Parnell président de l'Irish Parliamentary Party  est élu pour siéger à la Chambre des communes, James Piatt espère que son élection fera baisser les tensions, mais curieusement Charles Stewart Parnell qui est un conservateur va soutenir la Loi de 1887 sur le droit pénal et la procédure pénale (Irlande) (en)  qui donne de nouveaux moyens pour réprimer les nationalistes irlandais.

##### Un couple d'Américains parmi les Irlandais

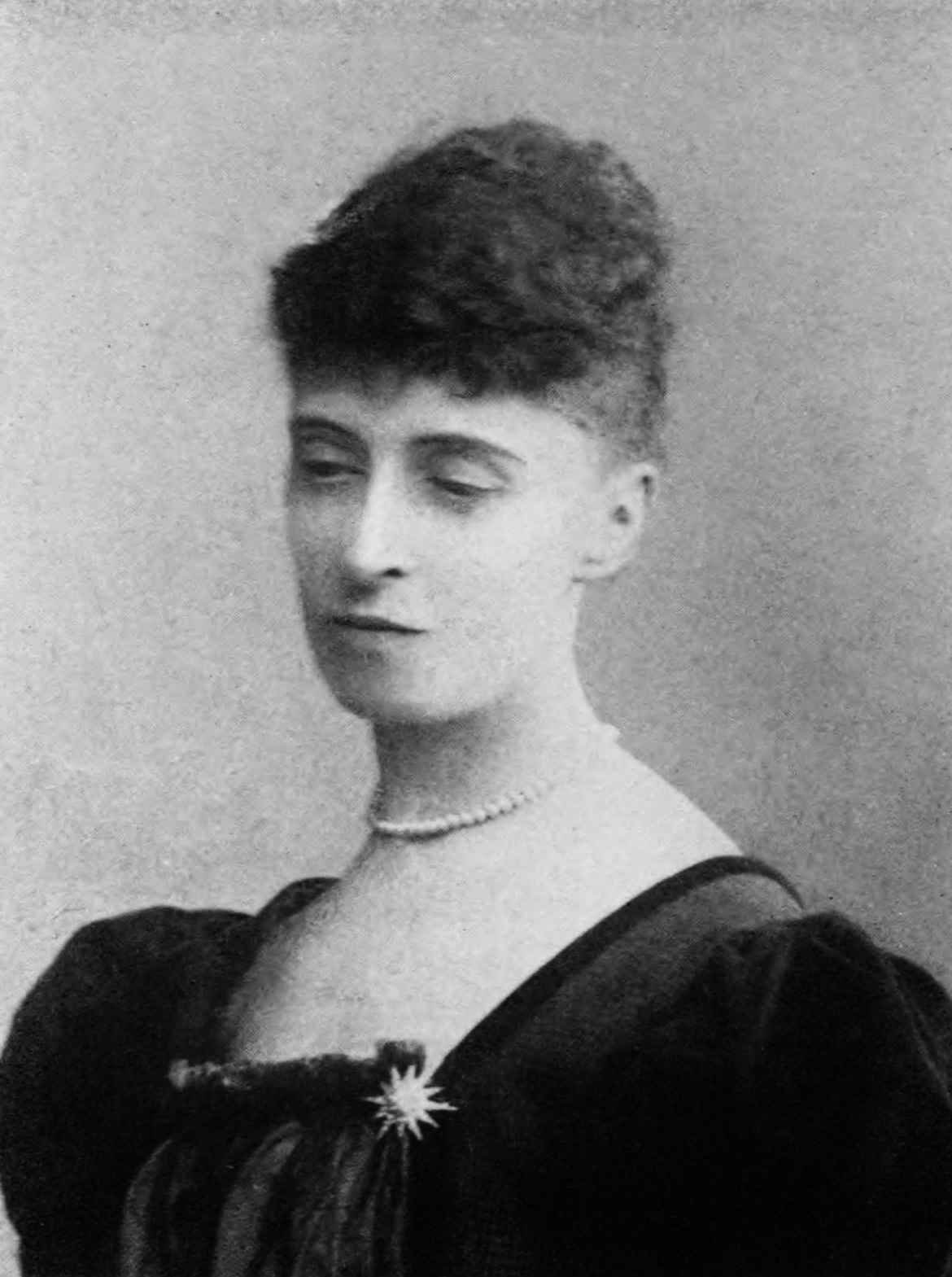
Alice Meynell.

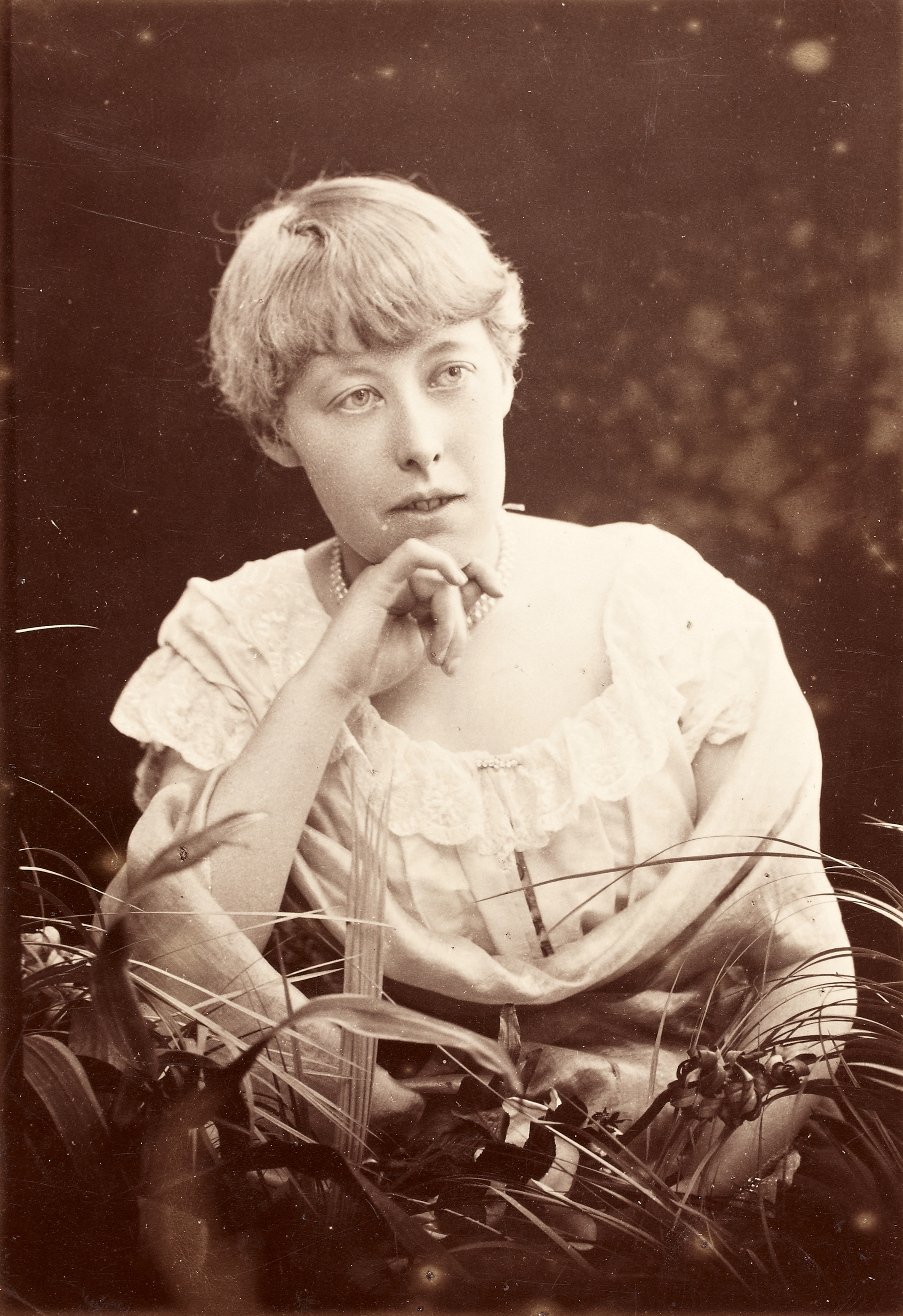
Katharine Tynan.

James et Sarah Morgan Bryan Piatt conservent leur style de vie américain, leur résidence de Queenstown est comme un petit bout des États-Unis. Sarah Morgan Bryan Piatt continue son activité littéraire, ses poèmes sont édités dans des journaux et revues de Cork, Dublin, Londres, tels que l'Irish Monthly (en), l'Irish Booklover, l'Illustrated London News, l'Academy, la Saturday Review, le Times, le Spectator et la Westminster Review (en).
Pendant cette période elle rédige plus de 50 poèmes qui sont rassemblés dans des recueils qui seront publiés à la fois au Royaume-Uni et aux États-Unis : An Irish Garland (1885), In Primrose Time: A New Irish Garland (1886), Mrs Piatt's Select Poems (1886), Child's-World Ballads: Three Little Emigrants, a Romance of Cork Harbor, etc (1887), The Witch In The Glass, etc (1889), An Irish wild-flower, etc. (1891), An Enchanted Castle, and Other Poems (1893) et Poems (1894).
Les poèmes de Sarah Morgan Bryan Piatt sont inspirés par les flots des migrants irlandais qui s'embarquent pour les États-Unis à partir du port de Queenstown avec leurs espoirs d'une vie meilleure, leurs fuite de la pauvreté de la famine. Elle prend également plaisir à découvrir les monuments témoins du passé de l'Irlande et des Irlandais qui sont célébrés dans plusieurs de ses poèmes, comme son poème A Child's Cry écrit après sa visite du Château de Kilcolman (en), la demeure du poète élisabethain Edmund Spenser qu'elle critique en tant qu'Anglais envahisseur de l'Irlande et pour les souffrances infligées à la population ou le poème A Night Scene from the Rock of Cashel, qui a pour scène une femme qui tient dans ses bras son enfant mort de faim.

##### L'insertion dans la vie culturelle irlandaise

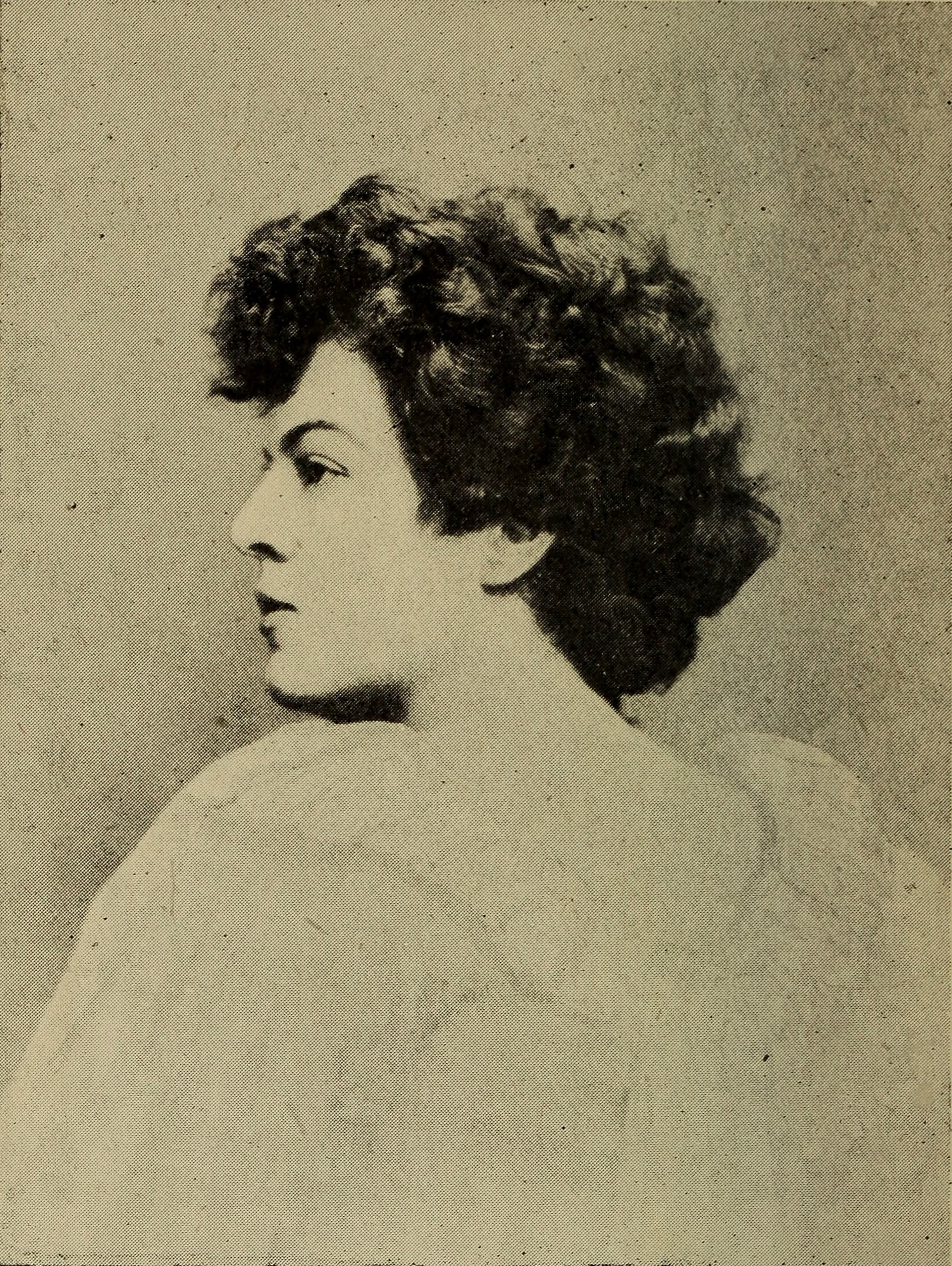
Dora Sigerson.

Pendant son séjour irlandais Sarah Morgan Bryan Piatt est reconnue pour son style poétique et son empathie envers l'Irlande, c'est ainsi qu'elle l'amie de la poète irlandaise  Katharine Tynan qui l'introduit auprès des cercles littéraires et artistiques irlandais, notamment celui animé par Katherine Tynan dans sa résidence de Clondalkin où elle fait la connaissance de Edmund Gosse, Jane Wilde, Henry Austin Dobson (en), Edward Dowden (en), Oscar Wilde, John Butler Yeats, Alice Meynell, Rosa Mulholland (en), Ellen O'Leary (en), Rose Kavanagh (en), Aubrey Thomas de Vere, George William Russell,,...
En dehors de Katherine Tynan, Sarah Morgan Bryan Piatt devient l'amie de la poète irlandaise Dora Sigerson Shorter. Dora Sigerson et son père, le docteur George Sigerson, font partie des familiers des Piatt. Ainsi, quand un cousin de James Piatt, le général Arthur Donn Piatt, vient faire un séjour à Cork, il fait naturellement la connaissance des Sigerson et tombe amoureux de Hester Sigerson Piatt, la sœur de Dora Sigerson, et se marient

##### La fin de la période irlandaise
En novembre 1892, le président républicain des États-Unis, Benjamin Harrison, perd l'élection présidentielle américaine de 1892 face au démocrate Grover Cleveland qu'il avait battu précédemment lors de l'élection présidentielle américaine de 1888. Grover Clevelant remanie l'administration, dont le corps consulaire. Dans un premier temps, il mute James Piatt au consulat de Dublin en mars 1893. Un nouveau consul est nommé à Dublin, sans emploi, James Piatt et sa famille doivent quitter l'Irlande en  avril 1894, malgré les pressions de leurs amis irlandais pour maintenir leur présence.

#### Le retour au pays (1894-1919)

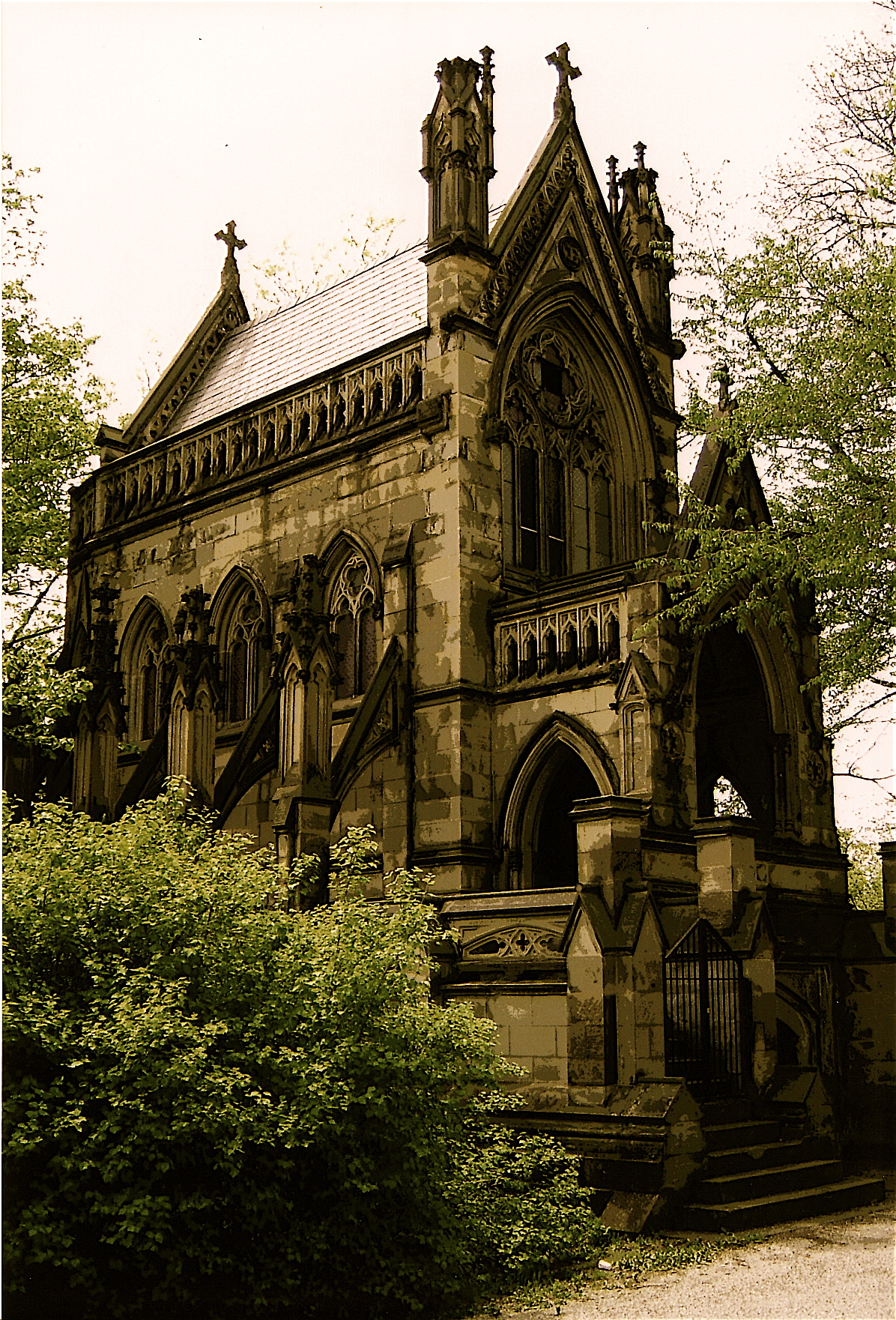
Dexter Memorial au Spring Grove Cemetery.

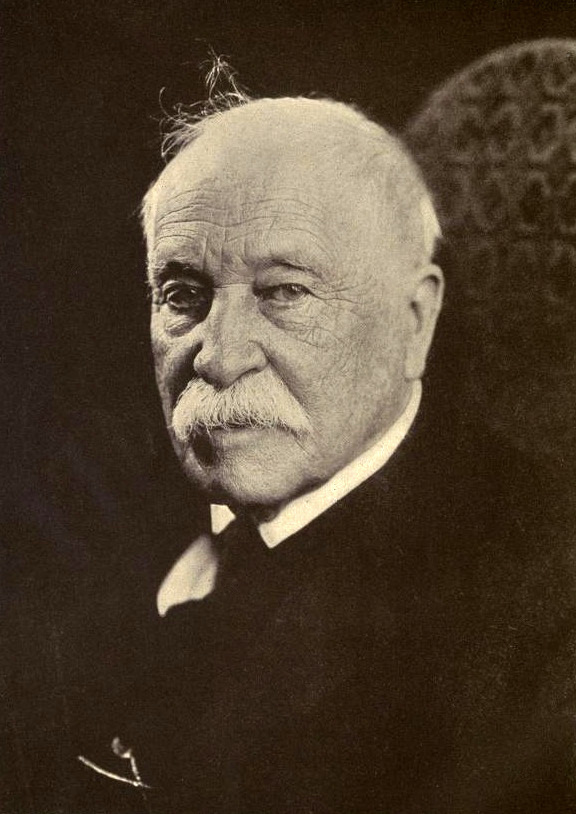
William Dean Howells.

Quand les Piatt retournent chez eux c'est pour constater que leur résidence a été dévastée par un incendie. Les frais de reconstruction occasionnent des frais qui sont le début de leurs revers financiers dont ils ne se remettent pas, car à cette situation, cela s'ajoutent les difficultés de John James Piatt à trouver un emploi stable, à partir de là, leur situation financière n'arrête pas de se détériorer. Soucis financiers qui tarissent l'inspiration de Sarah Morgan Bryan Piatt qui en plus se sent exilée, regrettant la vie irlandaise. William Dean Howells intervient auprès de l'Authors' Club Fund pour qu'il leur apporte une aide financière. Après la mort de son époux en février 1917, Sarah Morgan Bryan Piatt s'installe à Caldwell pour vivre auprès de son fils Cecil, elle décède deux ans plus tard à l'âge de 83 ans des suites d'une pneumonie,,.
Sarah Morgan Bryan Piatt est inhumée au Spring Grove Cemetery (en) de Cincinnati, dans l'État de l'Ohio, où elle repose aux côtés de son époux,.

### Vie privée
Le 18 juin 1861, Sarah Morgan Bryan épouse le poète John James Piatt, le coupe donne naissance à sept enfants Marian, Victor, Guy, Cecil, Dougall, Fred et Donald, deux d'entre eux meurent dans leur enfance, Victor qui décède en 1874 et Louis en 1884,,,.

## Œuvres
Quand une œuvre est suivie d'un identifiant ISBN, cela signifie qu'elle a fait l'objet de rééditions récentes sous forme de fac-similé ou non, l'identifiant est celui, en principe, de la réédition la plus récente, sans préjuger d'autres rééditions antérieures ou ultérieures. La lecture en ligne est toujours la lecture de l'édition originale.

### Recueils de poèmes
- A Woman's Poems, Boston, J.R. Osgood and Company, 1871, 148 p. (ISBN 9781334133503, lire en ligne),
- A Voyage to the Fortunate Isles and Other Poems, Boston, James R. Osgood, 1874, 200 p. (ISBN 9781358062209, lire en ligne),
- That New World: and other Poems of Sarah Piatt, Boston, James R. Osgood and Company, 1877, 142 p. (ISBN 9781883829070, lire en ligne),
- Poems in Company with Children, Boston, D. Lothrop and Co., 1877, 174 p. (ISBN 9781359645586, lire en ligne),
- Christmas snowflakes : illustrated poems, Boston, D. Lothrop & Co, 1879, 160 p. (OCLC 177725028),
- Dramatic Persons and Moods with Other New Poems, Boston, Houghton, Osgood and Co, 1880, 108 p. (ISBN 9781331391968, lire en ligne),
- A Book about Baby, Boston, D. Lothrop and Company, 1882, 172 p. (ISBN 9781359482099, lire en ligne),
- An Irish Garland, Boston, Houghton, Mifflin and Company, 1885, 73 p. (ISBN 9781377609492, lire en ligne),
- In Primrose Time: A New Irish Garland, Boston & New York, Houghton, Mifflin & Company, 1886, 88 p. (ISBN 9780364069400, lire en ligne),
- Mrs Piatt's Select Poems, Boston & New York, Houghton, Mifflin & Company, 1886, 240 p. (ISBN 9781359545749, lire en ligne),
- Child's-World Ballads: Three Little Emigrants, a Romance of Cork Harbor, Etc, Cincinnati, Ohio, Robert Clarke and Co, 1887, 72 p. (ISBN 9781377098920, lire en ligne),
- The Witch In The Glass, Etc, Boston, Houghton, Mifflin and Company, 1889, 114 p. (ISBN 9780469730830, lire en ligne),
- An Irish wild-flower, etc., New York, Stokes, 1891, 48 p. (ISBN 9780483953222, lire en ligne),
- An Enchanted Castle, and Other Poems, New York & Londres, Longmans, Green & Company, 1893, 98 p. (OCLC 771657941),
- Poems, New York & Londres, Longmas, Green and Company, 1894, 226 p. (ISBN 9783744714549, lire en ligne),

### Recueils de poèmes co-écrit avec John James Piatt
- The Nests at Washington, and Other Poems, New York & Londres, Walter Low, 1864, 163 p. (ISBN 9780469448582, lire en ligne),
- The Children Out-Of-Doors: A Book of Verses, Cincinnati, Ohio, R. Clarke & Company, 1885, 100 p. (ISBN 9781333523640, lire en ligne),

## Regards sur son oeuvre
Les critiques britanniques ont souvent comparé l'esthétique de Sarah Morgan Bryan Piatt à celle de Christina Rossetti et de Elizabeth Barrett Browning, tandis que les critiques américains la rapprochent de Bayard Taylor, William Dean Howells, John Burroughs et Hamilton Wright Mabie (en).
Le populaire critique littéraire américain de la période post guerre de Sécession, Edmund Clarence Stedman (en) (1833-1908), déclare « Sarah Bryan Piatt est notre meilleure poète »
Des universitaires américains ont réhabilité la poésie de Sarah Morgan Bryan Piatt auprès du public, tels que Larry Michaels qui a publié That New World: The Selected Poems of Sarah Piatt  (ISBN 9781883829070) en 1999, Paula Bernat Bennett qui a publié  Palace-Burner: The Selected Poetry of Sarah Piatt  (ISBN 9780252026263) en 2001, qui déclare à son sujet The nineteenth centry american woman poet most appealing to readers to-day (« La poète américaine du XIXe siècle la plus attrayante pour les lecteurs d'aujourd'hui ») ou Jessica Roberts, l'auteure de Genealogies of Convention: Reading the Poetry of Sarah Piatt and Herman Melville in the Nineteenth-Century American Culture of Anthologies (OCLC 69002288) en 2005.
En 2016, la critique Stephanie Burt,, commentant le poème « The Sight of Trouble » de Sarah Morgan Bryan Piatt souligne son double versant de féminisme d'un côté et de tragédie de l'autre.
Depuis sa réhabilitation, les spécialistes de la littérature américaine placent Sarah Morgan Bryan Piatt à la seconde place des poètes américaines du XIXe siècle derrière Emily Dickinson.

## Archives
Les archives de Sarah Morgan Bryan Piatt sont réparties dans diverses bibliothèques universitaires dont celles de l'université Brown, l'université Harvard, l'université Yale, l'université Columbia, l'université Duke, l'université de Virginie, mais aussi dans la bibliothèque publique de New York, dans la bibliothèque de l'Ohio History Connection.